# Montbel (Lozère)
Montbel  ist eine französische Gemeinde mit 147 Einwohnern (Stand 1. Januar 2022) im Département Lozère in der Region Okzitanien. Sie gehört zum Arrondissement Mende und zum Kanton Grandrieu.

## Geographie
Die auf 1200 m gelegene Hochebene Causse de Montbel ist nach der Gemeinde Montbel benannt. Die Quelle des Allier liegt fünf Kilometer östlich von Montbel.

## Bevölkerungsentwicklung
| Jahr      | 1962 | 1968 | 1975 | 1982 | 1990 | 1999 | 2011 | 2018 |
| Einwohner | 301  | 282  | 237  | 199  | 164  | 139  | 131  | 116  |